# 2022-es Formula–1 monacói nagydíj
A monacói nagydíj volt a 2022-es Formula–1 világbajnokság 7. futama, amelyet 2022. május 27. és május 29. között rendeztek meg a monacói városi pályán, Monte-Carlóban.

## Választható keverékek
| Abroncs              | Friss | Használt |
| -------------------- | ----- | -------- |
| Kemény keverék (C3)  |       |          |
| Közepes keverék (C4) |       |          |
| Lágy keverék (C5)    |       |          |
| Átmeneti esőgumi (I) |       |          |
| Teljes esőgumi (W)   |       |          |

## Szabadedzések

### Első szabadedzés
A monacói nagydíj első szabadedzését május 27-én, pénteken délután tartották, magyar idő szerint 14:00-tól.
| helyezés | versenyző        | csapat/motor          | elért idő  | különbség | futott kör |
| -------- | ---------------- | --------------------- | ---------- | --------- | ---------- |
| 1        | Charles Leclerc  | Ferrari               | 1:14,531   | −         | 29         |
| 2        | Sergio Pérez     | Red Bull-RBPT         | 1:14,570   | +0,039    | 30         |
| 3        | Carlos Sainz Jr. | Ferrari               | 1:14,601   | +0,070    | 28         |
| 4        | Max Verstappen   | Red Bull-RBPT         | 1:14,712   | +0,181    | 26         |
| 5        | Lando Norris     | McLaren-Mercedes      | 1:15,056   | +0,525    | 31         |
| 6        | Pierre Gasly     | AlphaTauri-RBPT       | 1:15,083   | +0,552    | 33         |
| 7        | Daniel Ricciardo | McLaren-Mercedes      | 1:15,157   | +0,626    | 33         |
| 8        | George Russell   | Mercedes              | 1:15,211   | +0,680    | 34         |
| 9        | Sebastian Vettel | Aston Martin-Mercedes | 1:15,387   | +0,856    | 33         |
| 10       | Lewis Hamilton   | Mercedes              | 1:15,499   | +0,968    | 29         |
| 11       | Cunoda Júki      | AlphaTauri-RBPT       | 1:15,536   | +1,005    | 36         |
| 12       | Lance Stroll     | Aston Martin-Mercedes | 1:15,539   | +1,008    | 26         |
| 13       | Fernando Alonso  | Alpine-Renault        | 1:15,749   | +1,218    | 28         |
| 14       | Kevin Magnussen  | Haas-Ferrari          | 1:15,806   | +1,275    | 30         |
| 15       | Alexander Albon  | Williams-Mercedes     | 1:16,110   | +1,579    | 39         |
| 16       | Esteban Ocon     | Alpine-Renault        | 1:16,315   | +1,784    | 24         |
| 17       | Csou Kuan-jü     | Alfa Romeo-Ferrari    | 1:16,417   | +1,886    | 27         |
| 18       | Nicholas Latifi  | Williams-Mercedes     | 1:17,714   | +3,183    | 30         |
| 19       | Mick Schumacher  | Haas-Ferrari          | 1:18,636   | +4,105    | 12         |
| 20       | Valtteri Bottas  | Alfa Romeo-Ferrari    | idő nélkül |           | 2          |

### Második szabadedzés
A monacói nagydíj második szabadedzését május 27-én, pénteken délután tartották, magyar idő szerint 17:00-tól.
| helyezés | versenyző        | csapat/motor          | elért idő  | különbség | futott kör |
| -------- | ---------------- | --------------------- | ---------- | --------- | ---------- |
| 1        | Charles Leclerc  | Ferrari               | 1:12,656   | −         | 30         |
| 2        | Carlos Sainz Jr. | Ferrari               | 1:12,700   | +0,044    | 32         |
| 3        | Sergio Pérez     | Red Bull-RBPT         | 1:13,035   | +0,379    | 31         |
| 4        | Max Verstappen   | Red Bull-RBPT         | 1:13,103   | +0,447    | 33         |
| 5        | Lando Norris     | McLaren-Mercedes      | 1:13,294   | +0,638    | 24         |
| 6        | George Russell   | Mercedes              | 1:13,406   | +0,750    | 31         |
| 7        | Pierre Gasly     | AlphaTauri-RBPT       | 1:13,636   | +0,980    | 32         |
| 8        | Fernando Alonso  | Alpine-Renault        | 1:13,912   | +1,256    | 31         |
| 9        | Sebastian Vettel | Aston Martin-Mercedes | 1:14,059   | +1,403    | 32         |
| 10       | Cunoda Júki      | AlphaTauri-RBPT       | 1:14,134   | +1,478    | 27         |
| 11       | Kevin Magnussen  | Haas-Ferrari          | 1:14,239   | +1,583    | 32         |
| 12       | Lewis Hamilton   | Mercedes              | 1:14,267   | +1,611    | 29         |
| 13       | Valtteri Bottas  | Alfa Romeo-Ferrari    | 1:14,468   | +1,812    | 28         |
| 14       | Alexander Albon  | Williams-Mercedes     | 1:14,486   | +1,830    | 33         |
| 15       | Csou Kuan-jü     | Alfa Romeo-Ferrari    | 1:14,525   | +1,869    | 23         |
| 16       | Lance Stroll     | Aston Martin-Mercedes | 1:14,623   | +1,967    | 29         |
| 17       | Mick Schumacher  | Haas-Ferrari          | 1:14,894   | +2,238    | 33         |
| 18       | Esteban Ocon     | Alpine-Renault        | 1:15,216   | +2,560    | 34         |
| 19       | Nicholas Latifi  | Williams-Mercedes     | 1:16,276   | +3,620    | 33         |
| 20       | Daniel Ricciardo | McLaren-Mercedes      | idő nélkül |           | 2          |

### Harmadik szabadedzés
A monacói nagydíj harmadik szabadedzését május 28-án, szombaton délután tartották, magyar idő szerint 13:00-tól.
| helyezés | versenyző        | csapat/motor          | elért idő | különbség | futott kör |
| -------- | ---------------- | --------------------- | --------- | --------- | ---------- |
| 1        | Sergio Pérez     | Red Bull-RBPT         | 1:12,476  | −         | 27         |
| 2        | Charles Leclerc  | Ferrari               | 1:12,517  | +0,041    | 29         |
| 3        | Carlos Sainz Jr. | Ferrari               | 1:12,846  | +0,370    | 28         |
| 4        | Max Verstappen   | Red Bull-RBPT         | 1:12,881  | +0,404    | 29         |
| 5        | Pierre Gasly     | AlphaTauri-RBPT       | 1:13,210  | +0,734    | 22         |
| 6        | Lando Norris     | McLaren-Mercedes      | 1:13,226  | +0,750    | 19         |
| 7        | Lewis Hamilton   | Mercedes              | 1:13,375  | +0,899    | 26         |
| 8        | Kevin Magnussen  | Haas-Ferrari          | 1:13,436  | +0,960    | 24         |
| 9        | George Russell   | Mercedes              | 1:13,476  | +1,000    | 26         |
| 10       | Fernando Alonso  | Alpine-Renault        | 1:13,585  | +1,109    | 23         |
| 11       | Cunoda Júki      | AlphaTauri-RBPT       | 1:13,645  | +1,169    | 25         |
| 12       | Mick Schumacher  | Haas-Ferrari          | 1:13,827  | +1,351    | 26         |
| 13       | Sebastian Vettel | Aston Martin-Mercedes | 1:13,838  | +1,362    | 28         |
| 14       | Valtteri Bottas  | Alfa Romeo-Ferrari    | 1:13,849  | +1,373    | 25         |
| 15       | Alexander Albon  | Williams-Mercedes     | 1:13,882  | +1,406    | 22         |
| 16       | Daniel Ricciardo | McLaren-Mercedes      | 1:14,104  | +1,628    | 29         |
| 17       | Esteban Ocon     | Alpine-Renault        | 1:14,260  | +1,784    | 22         |
| 18       | Lance Stroll     | Aston Martin-Mercedes | 1:14,639  | +2,163    | 20         |
| 19       | Csou Kuan-jü     | Alfa Romeo-Ferrari    | 1:14,861  | +2,385    | 25         |
| 20       | Nicholas Latifi  | Williams-Mercedes     | 1:14,910  | +2,434    | 26         |

## Időmérő edzés
A monacói időmérő edzését május 28-án, szombat délután tartották, magyar idő szerint 16:00-tól.
| helyezés              | rajtszám | versenyző        | csapat/motor          | 1. rész  | 2. rész  | 3. rész  | rajthely | futott kör |
| --------------------- | -------- | ---------------- | --------------------- | -------- | -------- | -------- | -------- | ---------- |
| 1                     | 16       | Charles Leclerc  | Ferrari               | 1:12,569 | 1:11,864 | 1:11,376 | 1        | 24         |
| 2                     | 55       | Carlos Sainz Jr. | Ferrari               | 1:12,616 | 1:12,074 | 1:11,601 | 2        | 25         |
| 3                     | 11       | Sergio Pérez     | Red Bull-RBPT         | 1:13,004 | 1:11,954 | 1:11,629 | 3        | 25         |
| 4                     | 1        | Max Verstappen   | Red Bull-RBPT         | 1:12,993 | 1:12,117 | 1:11,666 | 4        | 25         |
| 5                     | 4        | Lando Norris     | McLaren-Mercedes      | 1:12,927 | 1:12,266 | 1:11,849 | 5        | 27         |
| 6                     | 63       | George Russell   | Mercedes              | 1:12,787 | 1:12,617 | 1:12,112 | 6        | 27         |
| 7                     | 14       | Fernando Alonso  | Alpine-Renault        | 1:13,394 | 1:12,688 | 1:12,247 | 7        | 22         |
| 8                     | 44       | Lewis Hamilton   | Mercedes              | 1:13,394 | 1:12,688 | 1:12,247 | 8        | 29         |
| 9                     | 5        | Sebastian Vettel | Aston Martin-Mercedes | 1:13,313 | 1:12,613 | 1:12,732 | 9        | 28         |
| 10                    | 31       | Esteban Ocon     | Alpine-Renault        | 1:12,848 | 1:12,528 | 1:13,047 | 10       | 22         |
| 11                    | 22       | Cunoda Júki      | AlphaTauri-RBPT       | 1:13,110 | 1:12,797 |          | 11       | 20         |
| 12                    | 77       | Valtteri Bottas  | Alfa Romeo-Ferrari    | 1:13,541 | 1:12,909 |          | 12       | 17         |
| 13                    | 20       | Kevin Magnussen  | Haas-Ferrari          | 1:13,069 | 1:12,921 |          | 13       | 20         |
| 14                    | 3        | Daniel Ricciardo | McLaren-Mercedes      | 1:13,338 | 1:12,964 |          | 14       | 21         |
| 15                    | 47       | Mick Schumacher  | Haas-Ferrari          | 1:13,469 | 1:13,081 |          | 15       | 17         |
| 16                    | 23       | Alexander Albon  | Williams-Mercedes     | 1:13,611 |          |          | 16       | 6          |
| 17                    | 10       | Pierre Gasly     | AlphaTauri-RBPT       | 1:13,660 |          |          | 17       | 10         |
| 18                    | 18       | Lance Stroll     | Aston Martin-Mercedes | 1:13,678 |          |          | 18       | 11         |
| 19                    | 6        | Nicholas Latifi  | Williams-Mercedes     | 1:14,403 |          |          | 19       | 13         |
| 20                    | 24       | Csou Kuan-jü     | Alfa Romeo-Ferrari    | 1:15,606 |          |          | 20       | 9          |
| 107%-os idő: 1:17,648 |          |                  |                       |          |          |          |          |            |

## Futam
A monacói nagydíj futama május 29-én, vasárnap rajtolt volna el, magyar idő szerint 15:00-kor. 15:16-kor végül extrém esőgumikon a biztonsági autó mögött elengedték a mezőnyt, de két körrel később belengették a piros zászlót, mivel rengeteg víz volt a pályán.
| helyezés | rajtszám | versenyző        | csapat/motor          | futott kör | idő/kiesés oka | rajthely | pont |
| -------- | -------- | ---------------- | --------------------- | ---------- | -------------- | -------- | ---- |
| 1        | 11       | Sergio Pérez     | Red Bull-RBPT         | 64         | 1:56:30,265    | 3        | 25   |
| 2        | 55       | Carlos Sainz Jr. | Ferrari               | 64         | +1,154         | 2        | 18   |
| 3        | 1        | Max Verstappen   | Red Bull-RBPT         | 64         | +1,491         | 4        | 15   |
| 4        | 16       | Charles Leclerc  | Ferrari               | 64         | +2,922         | 1        | 12   |
| 5        | 63       | George Russell   | Mercedes              | 64         | +11,968        | 6        | 10   |
| 6        | 4        | Lando Norris     | McLaren-Mercedes      | 64         | +12,231        | 5        | 9[a] |
| 7        | 14       | Fernando Alonso  | Alpine-Renault        | 64         | +46,358        | 7        | 6    |
| 8        | 44       | Lewis Hamilton   | Mercedes              | 64         | +50,388        | 8        | 4    |
| 9        | 77       | Valtteri Bottas  | Alfa Romeo-Ferrari    | 64         | +52,525        | 12       | 2    |
| 10       | 5        | Sebastian Vettel | Aston Martin-Mercedes | 64         | +53,536        | 9        | 1    |
| 11       | 10       | Pierre Gasly     | AlphaTauri-RBPT       | 64         | +54,289        | 17       |      |
| 12       | 31       | Esteban Ocon     | Alpine-Renault        | 64         | +55,644[b]     | 10       |      |
| 13       | 3        | Daniel Ricciardo | McLaren-Mercedes      | 64         | +57,635        | 14       |      |
| 14       | 18       | Lance Stroll     | Aston Martin-Mercedes | 64         | +1:00,802      | 18       |      |
| 15       | 6        | Nicholas Latifi  | Williams-Mercedes     | 63         | +1 kör         | 19       |      |
| 16       | 24       | Csou Kuan-jü     | Alfa Romeo-Ferrari    | 63         | +1 kör         | 20       |      |
| 17       | 22       | Cunoda Júki      | AlphaTauri-RBPT       | 63         | +1 kör         | 11       |      |
| Ki       | 23       | Alexander Albon  | Williams-Mercedes     | 48         | erőforrás[c]   | 16       |      |
| Ki       | 47       | Mick Schumacher  | Haas-Ferrari          | 24         | baleset        | 15       |      |
| Ki       | 20       | Kevin Magnussen  | Haas-Ferrari          | 19         | víznyomás      | 13       |      |

Megjegyzések:
- ↑ a:  Lando Norris a helyezéséért járó pontok mellett a versenyben futott leggyorsabb körért további 1 pontot szerzett.
- ↑ b:  Esteban Ocon 5 másodperces időbüntetést kapott, baleset okozásáért, ugyan a 9. helyen ért célba, de így 12. lett.[4]
- ↑ c:  Alexander Albon 5 másodperces időbüntetést kapott jogtalan előnyszerzését, de ez nem változtatott az eredményén, mivel kiesett.[5]

## A világbajnokság állása a verseny után
| H   | Versenyzők       | Pont | H   | Konstruktőrök         | Pont |
| --- | ---------------- | ---- | --- | --------------------- | ---- |
| 1.  | Max Verstappen   | 125  | 1.  | Red Bull-RBPT         | 235  |
| 2.  | Charles Leclerc  | 116  | 2.  | Ferrari               | 199  |
| 3.  | Sergio Pérez     | 110  | 3.  | Mercedes              | 134  |
| 4.  | George Russell   | 84   | 4.  | McLaren-Mercedes      | 59   |
| 5.  | Carlos Sainz Jr. | 83   | 5.  | Alfa Romeo-Ferrari    | 41   |
| 6.  | Lewis Hamilton   | 50   | 6.  | Alpine-Renault        | 40   |
| 7.  | Lando Norris     | 48   | 7.  | AlphaTauri-RBPT       | 17   |
| 8.  | Valtteri Bottas  | 40   | 8.  | Haas-Ferrari          | 15   |
| 9.  | Esteban Ocon     | 30   | 9.  | Aston Martin-Mercedes | 7    |
| 10. | Kevin Magnussen  | 15   | 10. | Williams-Mercedes     | 3    |

(A teljes táblázat)

## Statisztikák
- Vezető helyen:
  - Charles Leclerc: 17 kör (1-17)
  - Carlos Sainz Jr. 3 kör (18-20)
  - Sergio Pérez: 44 kör (21-64)
- Charles Leclerc 14. pole-pozíciója.
- Lando Norris 4. versenyben futott leggyorsabb köre.
- Sergio Pérez 3. futamgyőzelme.
- A Red Bull Racing 80. futamgyőzelme.
- Sergio Pérez 19., Carlos Sainz Jr. 10., Max Verstappen 65. dobogós helyezése.